# Samba Diawara
Samba Diawara (París, Francia, 15 de marzo de 1978) es un exjugador y entrenador de fútbol francés nacionalizado maliense. Actualmente es asistente técnico del Stade de Reims.

## Trayectoria

### Como jugador
Diawara creció en Pierrefitte-sur-Seine, en la región parisina, en un entorno apasionado por el fútbol. Allí, dio sus primeros pasos en el deporte en el AS Pierrefitte a la edad de ocho años donde rápidamente deslumbró por su versatilidad y su inteligencia de juego.En 1990, se unió al Red Star donde debutaría como profesional cinco años más tarde a la edad de 17 años.
En 1999, se unió al Troyes de la Ligue 1, donde tuvo un comienzo prometedor de su carrera. Sin embargo, una grave lesión lo mantuvo fuera de los terrenos de juego durante más de un año.A su regreso, le costó encontrar un lugar en el equipo titular y fue cedido sucesivamente al FC Istres y al Louhans-Cuiseaux, dos clubes que también militaban en la Ligue 2, donde encontró minutos de juego y relanzó su carrera.
En 2004, se marchó al Bélgica para unirse al Tubize-Braine.Tres años después, fichó para el Sporting Charleroi, donde se convirtió en un defensa clave y en el 2010 se unió al Union Saint-Gilloise.Finalmente, en la temporada 2011-12, regresó al Tubize-Braine para desempeñarse como jugador y asistente técnico hasta que se retiró como futbolista profesional en 2014.

### Selección internacional
Diawara debutó con la selección de Malí el 24 de marzo de 1998 y formó parte del equipo que disputó la Copa Africana de Naciones 2002, donde el seleccionado africano alcanzó las semifinales de la competición, siendo eliminado por Camerún.En total, disputó 14 encuentros y marcó un gol.

### Como entrenador

#### Inicios
Después de finalizar su carrera como jugador, Diawara inició su carrera como entrenador en el Tubize-Braine donde se desempeñó hasta noviembre de 2014.Más tarde, quedó a cargo de la academia del Sint-Truidense y del equipo sub-19.
Después de hacer historia en la academia del Sint-Truidense, se unió al Union Saint-Gilloise en 2017 para desempañarse como asistente técnico de Marc Grosjean y trabajar en la integración de jóvenes talentos en el primer equipo.El 3 de enero de 2018, se marchó al Sporting Charleroi para ser el entrenador asistente de Felice Mazzù y también se hizo cargo de los Espoirs del club, trabajando con jugadores jóvenes y preparándolos para unirse al equipo profesional.
En junio de 2022, acompañó a Mazzù en el RSC Anderlecht.Si bien el entrenador belga fue despedido en noviembre, Diawara se mantuvo en su cargo debido a su experiencia en el desarrollo de jugadores jóvenes y se le encomendó la tarea de contribuir al desarrollo de los jóvenes talentos del club, en particular de Julien Duranville.

#### Stade de Reims
Después de su paso por Anderlecht, se marchó al Stade de Reims en noviembre de 2022 para convertirse en asistente técnico de Will Still.El 2 de mayo de 2024, quedó a cargo del primer equipo hasta el término de la temporada.Tras esta etapa interina, regresó a su anterior rol hasta febrero de 2025 cuando volvió a asumir al frente del Reims en reemplazo de Luka Elsner. Durante su segunda etapa, alcanzó la final de la Copa de Francia donde cayó ante el PSG y días después el club descendió a la Ligue 2 tras perder contra el Metz en el Play-Out. En junio de 2025, fue reemplazado en su cargo por Karel Geraerts.

## Clubes

### Como jugador
| Club                 | País    | Año       |
| -------------------- | ------- | --------- |
| Red Star             | Francia | 1995-1999 |
| Troyes               | Francia | 1999-2001 |
| FC Istres            | Francia | 2001-2002 |
| Louhans-Cuiseaux     | Francia | 2002-2004 |
| Tubize-Braine        | Bélgica | 2004-2007 |
| Sporting Charleroi   | Bélgica | 2007-2010 |
| Union Saint-Gilloise | Bélgica | 2010-2011 |
| Tubize-Braine        | Bélgica | 2011-2014 |

### Como entrenador
| Club           | País    | Año  |
| -------------- | ------- | ---- |
| Tubize-Braine  | Bélgica | 2014 |
| Stade de Reims | Francia | 2024 |
| Stade de Reims | Francia | 2025 |